# Nouveau pont de la rivière de Saint-Denis
Le nouveau pont de la rivière Saint-Denis est un pont routier français à Saint-Denis de La Réunion. Mis en service le 16 décembre 2021, cet ouvrage d'art de 110 mètres de long et de 24 mètres de large permet le franchissement de la rivière Saint-Denis par la route nationale 1. 
D'un coût de 43 millions d'euros, il redouble un pont plus ancien situé immédiatement en amont et qui supportait jusqu'alors tout le trafic.